# 아라이 나오토
아라이 나오토(일본어: 新井 直人, 1996년 10월 7일~)는 일본의 축구 선수이다.

## 구단 경력
그는 2019년 J2리그의 알비렉스 니가타에 입단했다. 2020년까지 57경기에 출전하여, 1득점을 넣었다. 2021년 J1리그의 세레소 오사카로 이적했다. 2022년 J2리그의 도쿠시마 보르티스로 이적했다. 2023년 J1리그의 알비렉스 니가타로 복귀했다. 2024년 3월 산프레체 히로시마로 이적했다. 2024년에 J1리그 준우승.